# 黒シャツ隊
黒シャツ隊（くろシャツたい、イタリア語: Camicie Nere、カミーチェ・ネーレ、CCNN）は、イタリアでファシズムを主導した国家ファシスト党の民兵組織。党の創設者で、首相・国家統領を務めたベニート・ムッソリーニによって党の軍事部門「行動隊（スクァドリスモ）、Squadrismo）」を統合して組織された。ファシスト党の政権獲得後は「国防義勇軍（Milizia Volontaria per la Sicurezza Nazionale、MVSN）」と改称され、陸海空軍・カラビニエリに次ぐ「第5の軍」となった。更に大戦前夜に兵員充足の一環として陸軍へ編入されて各戦線へ投入され、イタリア社会共和国成立後は国家警備軍（Guardia Nazionale Repubblicana、GNR）として再編された。
ファシズムやその関連思想を掲げる団体はこうした「党の私兵」を組織する際、その制服として黒シャツ隊を模倣して色柄のシャツを使用する伝統ができた。ナチスの突撃隊も、黒シャツ隊に影響を受け「褐色シャツ隊（Braunhemden）」と呼称された。

## 歴史

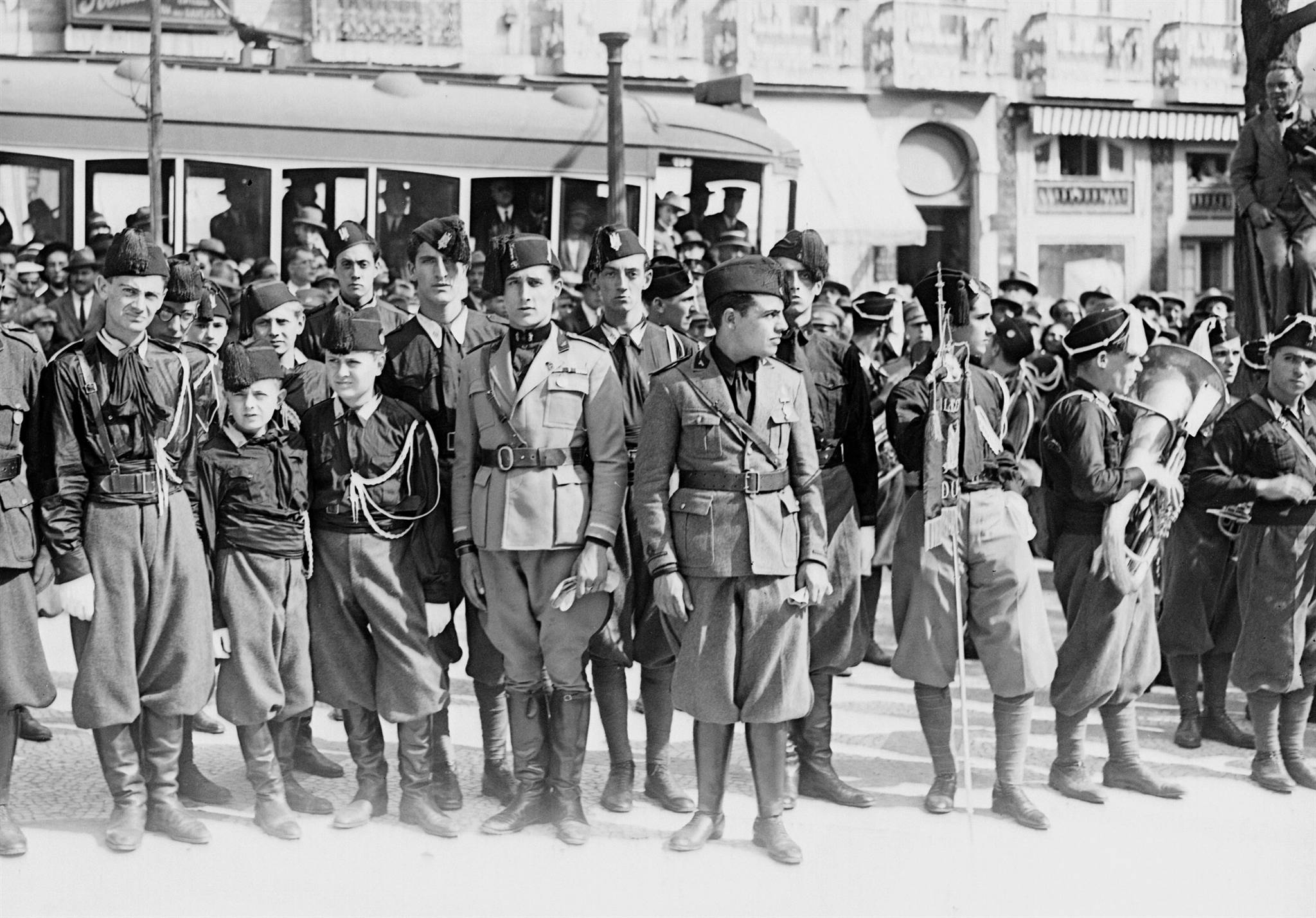
黒シャツを着た若い兵士たち。1929年

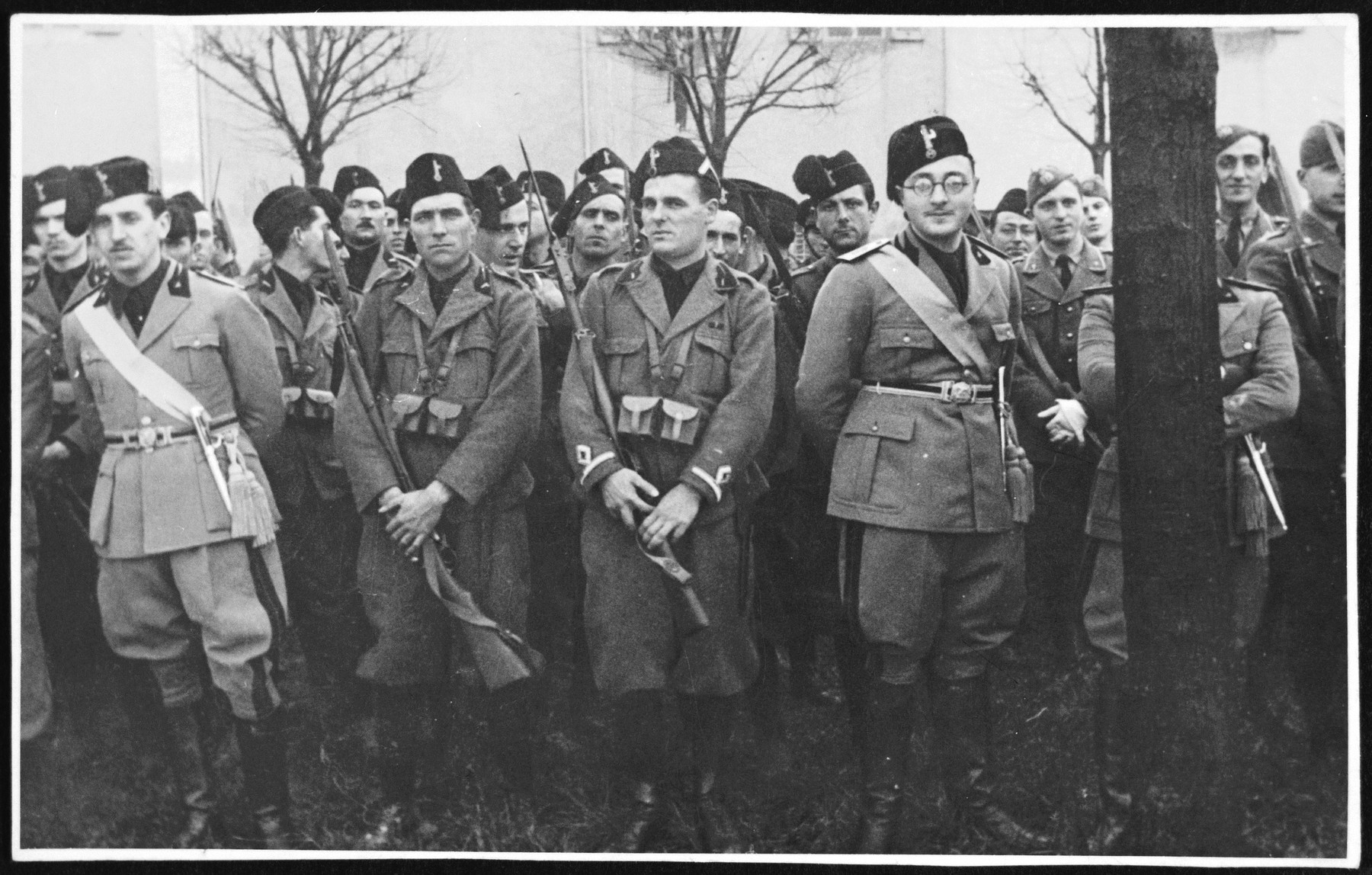
1936年

第一次世界大戦後の1919年3月、ムッソリーニは、ファシスト党の前身であるイタリア戦闘者ファッシを設立した。戦闘ファッシの中核は第一次世界大戦時の退役軍人で、一種の義勇兵的色彩があった。彼らの制服はイタリア陸軍がドイツ陸軍の突撃部隊を参考にして創設したアルディーティ隊の黒い軍服をそのまま流用しており、かつてガリバルディの千人隊が服の色から「赤シャツ隊」と通称されたのに倣って「黒シャツ隊」という呼称が定着した 。
黒シャツ隊の隊員は多くの退役軍人を中核としたが、農民や運動に共感した政治家、それに反共主義を利益と見た小地主なども加わっていた。戦闘ファッシが勢力を拡大するにつれて、黒シャツ隊はその私兵部隊として大きな騒乱を起こしていくようになる。1921年5月の総選挙でムッソリーニは賛同者35名を当選させ、同年11月に戦闘者ファッシは「ファシスト党」に改組された。黒シャツ隊も1922年10月29日のローマ進軍時点で隊員数20万名を数えるほどに急成長を遂げ、幾つかの連隊に分けられてそれぞれの部隊旗を保有した。
政権を獲得したムッソリーニとファシスト党は、黒シャツ隊に対する処遇を検討しなければならなかった。これは後のナチス政権と突撃隊 (SA)の関係に類似するが、ナチスは1934年6月30日～7月2日の長いナイフの夜事件で既存の国軍 (Reichswehr)とヒトラーに忠実な親衛隊 (SS)を優先して突撃隊を切り捨てたのに対して、ファシスト党は黒シャツ隊を正式な国家機関として運用する事を約束した。1923年1月14日、イタリアの国王ヴィットーリオ・エマヌエーレ3世は黒シャツ隊を陸海空軍・警察軍と同じく「王の軍隊」として認める宣言を出した。これを受けて1923年2月1日にファシスト党は黒シャツ隊を国防義勇軍（Milizia Volontaria per la Sicurezza Nazionale、MVSN）に改称、「第5の軍」として国防省管理下に置いた。
国防義勇軍は主に国外問題を担当する陸海空軍、国内問題を担当する警察軍に対して、青少年・中高年といった正規軍の兵役年齢と合致しない層を予備戦力として訓練する事を目的とした。従って従来の退役兵だけでなく単純に党青年団の少年志願兵や中高年の民兵なども合流、1936年までに14個師団・133個連隊を編成した。
1935年10月、第二次エチオピア戦争が始まると黒シャツ隊も参加。翌年5月1日には正規軍とともにエチオピアの首都アディスアベバ入城を果たした。
1939年10月、資金不足から悪名高い2個連隊制度（半師団制度）が常態化していた陸軍に対して、ムッソリーニは陸軍と国防省の反対を押し切って陸軍と国防義勇軍の統合を宣言した。師団規模の部隊に関してはそのまま「義勇師団」の名称・兵科で配属され、更に戦力不足の師団には「義勇兵連隊」が補充兵として配置された。しかし兵員の質に問題がある事に加え、指揮系統や装備の違いが完全には是正されなかった事で義勇兵の存在はしばしば陸軍内の弱点となった。この事はスペイン派兵で正規兵からなる「リットリオ旅団」に比べ、残りの義勇兵からなる3個旅団が戦意に問題があることを露呈した事でも明らかであった。
1943年8月にムッソリーニが失脚し、イタリアが連合国に降伏すると、国家組織としての黒シャツ隊も終焉を迎えた。その後、ムッソリーニがイタリア社会共和国（RSI）を樹立すると、国防義勇軍は国家警備軍（Guardia Nazionale Repubblicana、GNR）として再編された。“M”を名称に冠した野戦部隊もGNRの一部として編成され、中には戦車師団や空挺部隊などもあった。また一部の旧黒シャツ隊員が独自に義勇兵を組織してパルチザンと戦闘を開始したので、1944年6月にこれらの義勇軍もGNRの補助部隊として正規組織となり、「黒い旅団」（ブリガーデ・ネーレ）と呼ばれた。

## 組織
組織としては基本的にイタリア王を総司令官とする陸海空軍およびカラビニエリ（ただし、正規軍も後に第一元帥としてムッソリーニが統帥権を得ている）に対して、党私兵部隊としての歴史からムッソリーニを唯一の総司令官とする点が特徴的であった。部隊単位についてはサルデーニャ軍時代からの近代的呼称を採用している正規軍とは違い、古代ローマの官職名などを用いている。

### 部隊単位
- ゾーナ (Zona、領域の意) = 師団
- レギオ (Legione、軍団) = 連隊
- コホルス (Coorte、大隊) =  大隊
- ケントゥリア (Centuria、百人隊) = 中隊
- マニプルス(Manipulus、中隊)= 小隊
- スクァドラ (Squadra、分隊) = 分隊

- 3個スクァドラ = 1個マニプルス
- 3個マニプルス = 1個ケントゥリア
- 3個ケントゥリア = 1個コホルス
- 3個コホルス = 1個レギオ
- 3個レギオ = 1個ゾーナ

### 階級
創設者であるムッソリーニは「Comandante Generale」（総司令官）としての地位を兼任していた。また盟友であるアドルフ・ヒトラーと会談した際、彼に「Caporale Onorario」（名誉伍長）を新たに創設して授与している。
- 将官

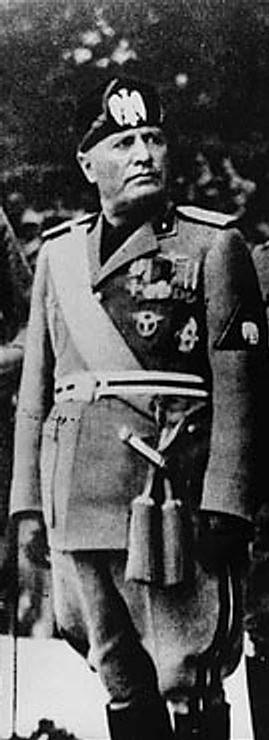
国防義勇軍用の軍装を身につけるベニート・ムッソリーニ（ユーゴスラビア）

  - 総司令官（Comandante Generale） = 大将
  - 上級副司令官（Luogotenente Generale Capo di S.M） = 中将
  - 副司令官（Luogotenente Generale） = 少将
  - 一般司令官（Console Generale） = 准将
- 将校
  - 指揮官（Console Comandante） = 大佐
  - 老兵長（Primo Seniore） = 中佐
  - 老兵（Seniore） = 少佐
  - 百人隊長（Centurion） = 大尉
  - 上級中隊長（Capomanipolo） = 中尉
  - 中隊長（Sottocapomanipolo） = 少尉
  - 予備中隊長（Aspirante Sottocapomanipolo） = 士官候補生
- 士官と兵
  - 補助兵長（Primo Aiutante） = 上級准尉
  - 上級補助兵（Aiutante Capo） = 准尉
  - 補助兵（Aiutante） = 下級准尉
  - 上級分隊長（Primo Capo Squadra） = 曹長
  - 分隊長（Capo Squadra） = 軍曹
  - 副分隊長（Vicecapo Squadra） = 伍長
  - 選抜義勇兵（Camicia Nera Scelta） = 一等兵
  - 義勇兵（Camicia Nera） = 二等兵

## 戦闘序列
黒シャツ隊時代の兵員は15個の師団に分けられた上で133個の1個連隊（3個大隊から編成）に分けて配属され、また、これとは別に師団へ属さない独立連隊が10個連隊存在していた。1929年の組織再編で全部隊を統括する4つの方面軍（raggruppamenti）が上位部隊として創設されたのを除けば1920年代はこうした制度が維持された。
1936年に新たな再編が行われ、1個連隊は2個大隊制に変更された。2個大隊の内、片方は党青年団の青少年兵から集められ、もう片方は古参の退役兵や老年召集兵から編成されるという年齢別の区分けが実施された。また党内の親衛部隊に相当する統帥警備大隊、本土に編入されたアルバニア方面の4個連隊、及びアフリカ方面の7個連隊が増設された。加えて警察軍の補佐役として治安維持も新たな任務とされ、その為の治安維持部門が創設されている。
第1師団から第6師団までは第二次エチオピア戦争に投入され、第7師団は戦争途中で未編成に終わった。スペイン内戦では一部兵員を抽出して4個義勇兵師団の内3個旅団を編成（第4義勇旅団「リットリオ」は正規軍）したが、戦争中の戦力消耗で現地義勇兵との混合部隊として再編されている。1940年時点で国防義勇軍（黒シャツ隊）は34万名の兵員を持ち、北アフリカ戦線に新しく編成した第1師団・第2師団・第4師団を援軍として派遣、これは英軍との戦闘で壊滅した。戦争後半には第4師団「M」と第5師団「アフリカ」が戦場に展開した。
- 第二次エチオピア戦争時
  - 第1黒シャツ師団「3月23日」
  - 第2黒シャツ師団「10月28日」
  - 第3黒シャツ師団「4月21日」
  - 第4黒シャツ師団「1月3日」
  - 第5黒シャツ師団「2月1日」
  - 第6黒シャツ師団「ティヴェレ」
  - 第7黒シャツ師団「シィレーネ」（未編成）[5]
- スペイン内戦派遣時
  - 第1黒シャツ旅団「ディオ・ロ・ボーレ」
  - 第2黒シャツ旅団「フィラーメ・ネーレ」
  - 第3黒シャツ旅団「ペンネ・ネーレ」
- 治安部門
  - 防空・沿岸警備軍
    - 対空砲部隊
    - 沿岸砲部隊

  - 森林警備軍
  - 国境警備軍
  - 交通警備軍
  - 船舶警備軍
  - 通信警備軍
  - 輸送警備軍
  - 学生召集軍

## 師団編成

### 1935年
- 師団司令部
- 3個連隊
  - 1個機関銃中隊（機関銃12挺）
  - 2個義勇兵大隊
    - 1個機関銃中隊（ブレーダ8mm機関銃8挺）
    - 3個義勇兵中隊
    - 砲兵中隊[6]
- 1個砲兵大隊
- 1個工兵大隊
- 2個予備大隊
- 1個衛生部隊
- 1個食料部隊
- 1個馬輸送部隊
- 1個機械輸送部隊

義勇軍師団は3個歩兵大隊を保有したが中機関銃（MMG）は配備されず、1個小隊に3挺の軽機関銃があるのみであった。また予備部隊については1個小隊につき、1挺の軽機関銃しか配備されていない。

### 1940年
- 師団司令部
- 2個連隊
  - 3個大隊
  - 1個迫撃砲部隊
  - 1個対戦車部隊
- 1個機関銃大隊
- 1個砲兵連隊
  - 2個砲兵部隊(75mm/27)
  - 1個砲兵部隊(100mm/17)
  - 2個対空砲部隊
- 1個工兵大隊
  - 1個衛生部隊
  - 3個野戦病院
  - 1個補給部隊
- 1個輸送部隊t[8]

## 影響
ムッソリーニが創始したファシズムと共に、それを主導する党の私兵部隊が色を揃えたシャツで示威行動をするという様式は多くのファシズム勢力に模倣された。
冒頭に述べたナチ党の褐色シャツ隊に限らず、多くの国で時代を問わず様々な色の「シャツ隊」が編成され、制度の位置付けや服装の様式を模倣した組織も多い。

### 原型となった組織
- 赤シャツ隊 - イタリア
  - 黒き旅団

### 模倣した組織
- アルバニア黒シャツ隊 - アルバニア
- インド黒シャツ隊 - インド
- イギリス黒シャツ隊 - イギリス
- 緑シャツ隊 - アイルランド
- 鉄衛団 - ルーマニア・緑色のシャツを制服としていた
- 青シャツ隊 - アイルランド
- カナダ青シャツ隊 - カナダ
- 藍衣社 - 中華民国
- 金シャツ隊 - メキシコ
- 銀シャツ隊 - アメリカ合衆国
- 灰シャツ隊 - 南アフリカ
- 突撃隊 - ドイツ・褐色のシャツを制服としていた